# Andres Küng
Andres Küng, född 13 september 1945 i Ockelbo församling i Gävleborgs län, död 10 december 2002 i Slottsstadens församling i Malmö, var en svensk journalist, författare, företagare och politiker (folkpartist).
Küng föddes i Ockelbo som son till estniska flyktingar som flytt undan Sovjetunionens ockupation. Han utbildade sig till civilekonom vid Handelshögskolan i Stockholm, med examen 1967. Han var redaktör för OBS Kulturkvarten i Sveriges Radio 1969–1972 och utrikeskommentator i TV 1:s Barnjournalen 1972–1982. 
Andres Küng var starkt engagerad i kampen mot kommunismen och för de baltiska ländernas självständighet. Han skrev artiklar, ett femtiotal böcker och höll föredrag i ämnet. Han var partipolitiskt aktiv inom Folkpartiet, där han bland annat var partistyrelseledamot 1982–1991. Han var ersättare i Sveriges riksdag för Fyrstadskretsen två kortare perioder 1982 och 1983, den sista gången som suppleant i konstitutionsutskottet.
Küng var ordförande i organisationen Friheten i Sverige från grundandet 1985. Efter samgåendet med Medborgarrättsrörelsen var han vice ordförande i den sammanslagna organisationen Medborgarrättsrörelsen Friheten i Sverige 1988–1990, samt ordförande 1990–1993. Han var också en av grundarna av Måndagsrörelsen, till stöd för ett fritt Baltikum, i början av 1990-talet. År 1993 var han med och startade Estlands första privata TV-station EVTV.
I november 1998 tilldelades Küng Lettlands högsta statliga utmärkelse, Trestjärneorden, av president Guntis Ulmanis och i februari 1999 mottog han Estlands motsvarighet, Vita stjärnans orden, av president Lennart Meri.